# Rogiera aprica
Rogiera aprica là một loài thực vật có hoa trong họ Thiến thảo. Loài này được (Lundell) Borhidi miêu tả khoa học đầu tiên năm 1987.